# Bocca della Verità

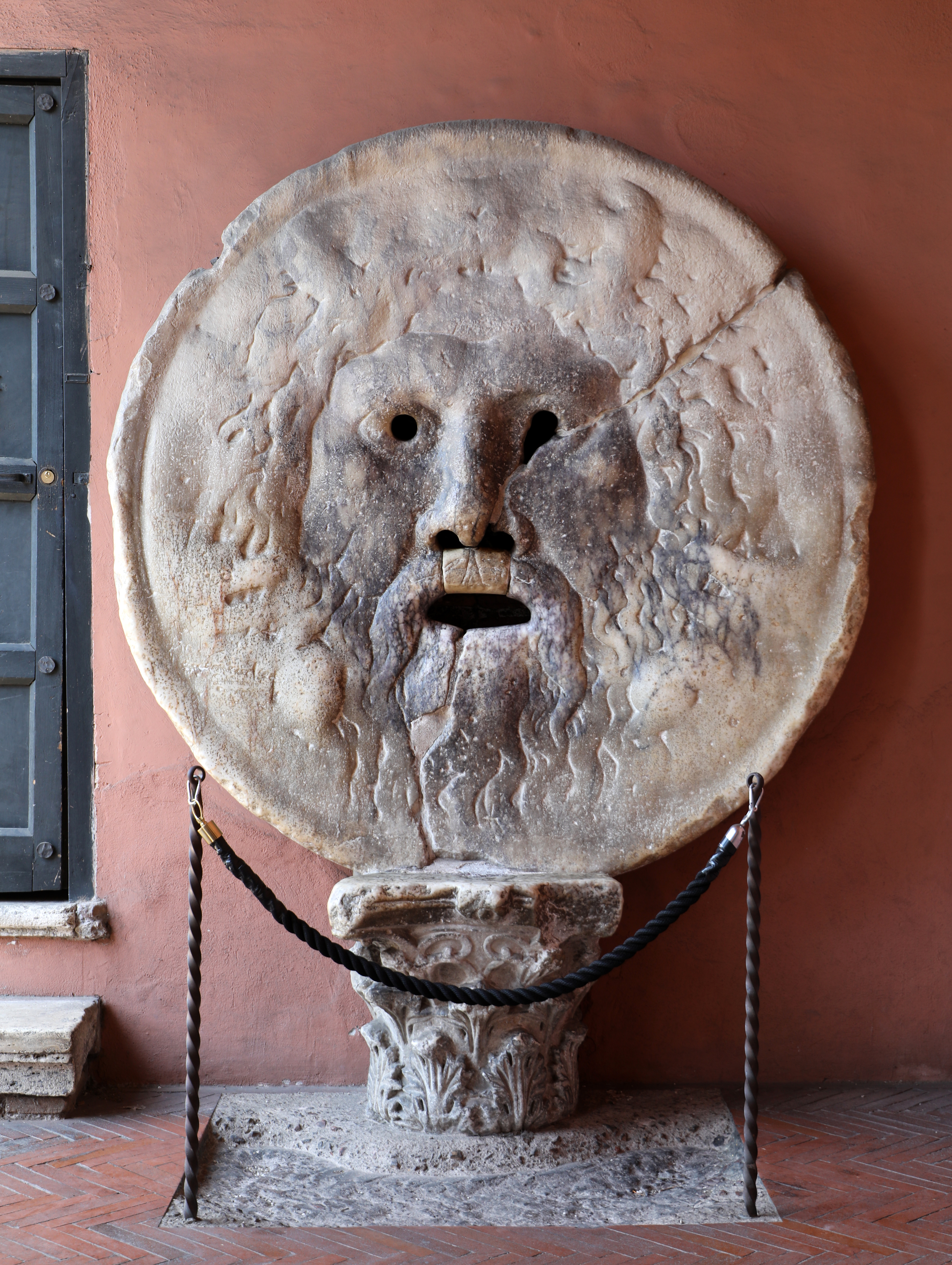
Bocca della Verità.

La Bocca della Verità, c'est-à-dire Bouche de la Vérité, est une ancienne sculpture bas-relief sur marbre, assimilée à un masque, muré dans la paroi du pronaos de l'église Santa Maria in Cosmedin de Rome datant de 1632.
Ce disque en forme de mascaron, probablement conçu pour servir de tampon d’égout, est devenu célèbre en vertu de la légende selon laquelle la Bouche de la Vérité aurait tranché la main de tous ceux qui ne disaient pas la vérité.
Aujourd’hui cette pièce se trouve sous le portique de l'église et est considérée comme une des plus grandes curiosités de Rome, attirant tous les ans des milliers de visiteurs.

## Histoire
La sculpture, qui date du Ier siècle apr. J.-C., a un diamètre de 1,75 m et représente un visage masculin barbu dont les yeux, le nez et la bouche sont forés et creux.
Mais ses fonctions sont incertaines : fontaine, bouche d'impluvium ou plus probablement bouche d'égout (hypothèses liées probablement à la proximité du site au Cloaca Maxima).

## La légende
Ce qui est certain, à l'inverse, est que le masque jouit d'une renommée antique et légendaire : il serait l'objet mentionné au XIe siècle dans les premiers Mirabilia Urbis Romae où est inscrit : « Ad sanctam Mariam in Fontana, templum Fauni ; quod simulacrum locutum est Iuliano et decepit eum » (« Près de l'église de Santa Maria in Fontana se trouve le temple de Faune. Cette sculpture parla à Julien et le trompa »).
Une légende allemande du XIIe siècle décrit en détail comment, à travers la bouche, le diable — identifié à Mercure (dieu protecteur des commerces et aussi des escroqueries) — retint longuement la main de Julien (qui avait escroqué une femme et devait jurer sur cette idole sa bonne foi) lui promettant à la fin le rachat de son âme misérable et de grandes fortunes s'il remettait au goût du jour les divinités païennes.
Dans une autre légende allemande datant de deux siècles après celle-ci, nous retrouvons l'image de la bouche qui « n'ose pas » mordre la main d'une impératrice romaine qui — bien qu'elle eût effectivement trahi son époux — trompe la bouche par un stratagème logique.
Au XVe siècle, des voyageurs italiens et allemands se souviennent de cette pierre « qui se nomme pierre de la vérité et qui jadis possédait la vertu de montrer quand une femme avait désobéi à son mari. »
Le nom Bocca della Verità apparaît en 1485, et la sculpture resta dès lors constamment mentionnée à travers les curiosités romaines et fut fréquemment reproduite en dessins et sculptures. De cela nous retenons qu'elle était à l'origine placée à l'extérieur du porche de l'église dans lequel elle fut déplacée avec les restaurations voulues par le Pape Urbain VIII Barberini en 1631.

## Notoriété

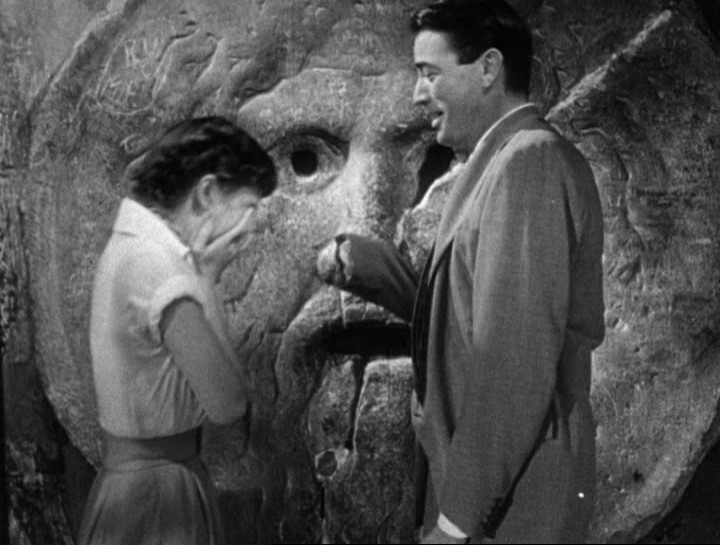
Joe (Gregory Peck) fait croire à son amie horrifiée (Audrey Hepburn) qu’il a perdu sa main dans la Bouche de Vérité...

Une scène avec Audrey Hepburn et Gregory Peck le prend comme décor dans le film  Vacances romaines de 1953, réalisé par William Wyler.
Elle est présente dans le manga et l'anime JoJo's Bizarre Adventure, où elle sert de porte à une grotte secrète renfermant des créatures millénaires pétrifiées.
Une représentation de cette sculpture peut être trouvée dans les jeux Animal Crossing. Elle est offerte par Gulliver, personnage qui, à l'instar du héros éponyme de Jonathan Swift, voyage à travers le monde et offre au joueur des miniatures des nombreux monuments aperçus pendant ses voyages.
Dans le jeu vidéo Fire Emblem Fates, des golems ont un visage quasiment similaire à cette sculpture